# Cambria Icefield
Cambria Icefield är en glaciär i Kanada.   Den ligger i provinsen British Columbia, i den sydvästra delen av landet, 3 900 km väster om huvudstaden Ottawa. Cambria Icefield ligger 1 384 meter över havet.
Terrängen runt Cambria Icefield är kuperad norrut, men söderut är den bergig. Terrängen runt Cambria Icefield sluttar söderut. Trakten runt Cambria Icefield är nära nog obefolkad, med mindre än två invånare per kvadratkilometer.. Det finns inga samhällen i närheten.
Trakten runt Cambria Icefield är permanent täckt av is och snö.